# IC 3957
IC 3957 ist eine elliptische Galaxie vom Hubble-Typ E0 im Sternbild Coma Berenices am Nordsternhimmel. Sie ist schätzungsweise 284 Millionen Lichtjahre von der Milchstraße entfernt  hat einen Durchmesser von etwa 35.000 Lj und ist Mitglied des Coma-Galaxienhaufens.

Im selben Himmelsareal befinden sich u. a. die Galaxien IC 3947, IC 3949, IC 3959, IC 3963.
Das Objekt wurde am 12. Mai 1896 von Hermann Kobold entdeckt.